# Roberto Sgrilli
Roberto Sgrilli (Firenze, 23 ottobre 1897 – 1985) è stato un fumettista, animatore e pittore italiano.

## Biografia
Studia all'accademia di belle arti; esordisce nel 1915 come illustratore per alcuni editori collaborando alle riviste Mondo umoristico e Numero; dal 1923 realizza per Il Balilla storie a fumetti con un personaggio di sua invenzione, Sognino, e dal 1925 collabora soprattutto col Corriere dei Piccoli per il quale disegna storie col personaggio di Fanfarino, esordito nel 1934, e di Formichino, che verrà pubblicato dal 1936 al 1941 e poi ripreso da Sergio Asteriti negli anni cinquanta; collabora anche con la rivista Il Cartoccino dei Piccoli; realizza negli anni inoltre le illustrazioni per oltre un centinaio di libri per ragazzi.
Dipinge anche quadri ed espone in mostre personali negli anni venti e trenta in varie città italiane.
Negli anni quaranta realizza alcuni cortometraggi animati come Il barone di Münchhausen (1941) e Anacleto e la faina (1942) per il quale venne premiato alla 10ª Mostra internazionale d'arte cinematografica di Venezia.

## Filmografia
Cortometraggi
- Il barone di Münchhausen (1941)
- Anacleto e la faina (1942)